# Opisthacantha daira
Opisthacantha daira är en stekelart som beskrevs av Mikhail Vasilievich Kozlov och Lê 1987. Opisthacantha daira ingår i släktet Opisthacantha och familjen Scelionidae. Inga underarter finns listade i Catalogue of Life.